# Anoplolepis custodiens
Anoplolepis custodiens är en myrart som först beskrevs av Smith 1858.  Anoplolepis custodiens ingår i släktet Anoplolepis och familjen myror.

## Underarter
Arten delas in i följande underarter:
- A. c. custodiens
- A. c. detrita
- A. c. hirsuta
- A. c. pilipes

## Bildgalleri

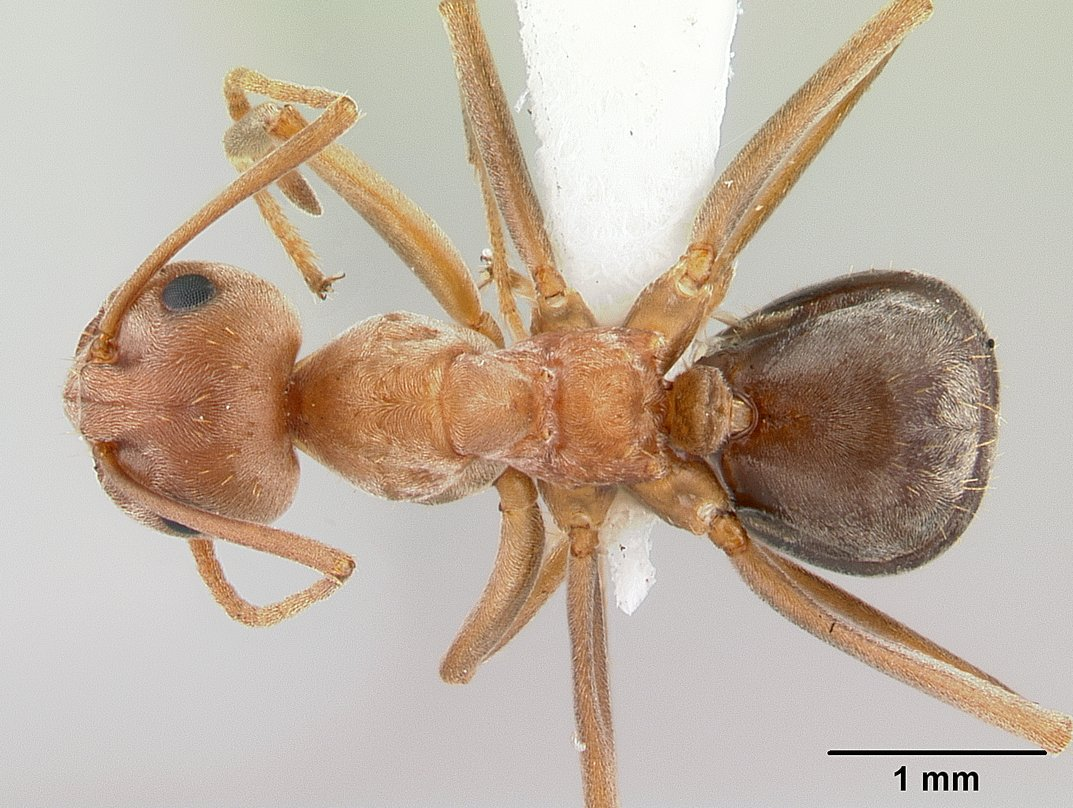
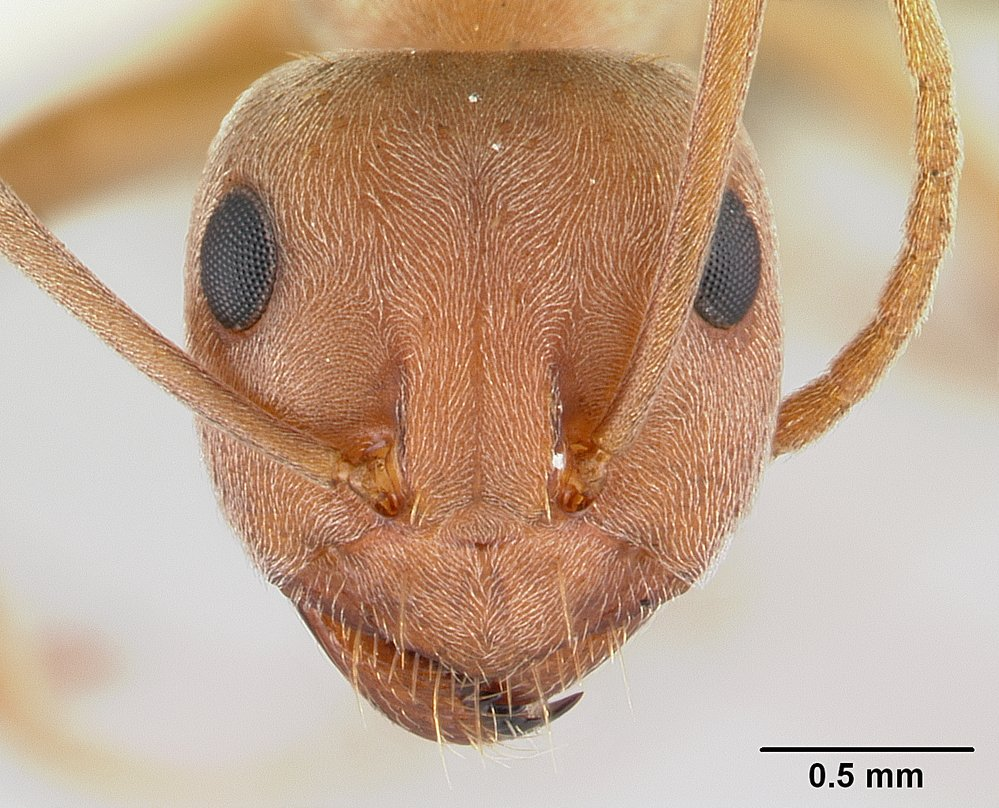
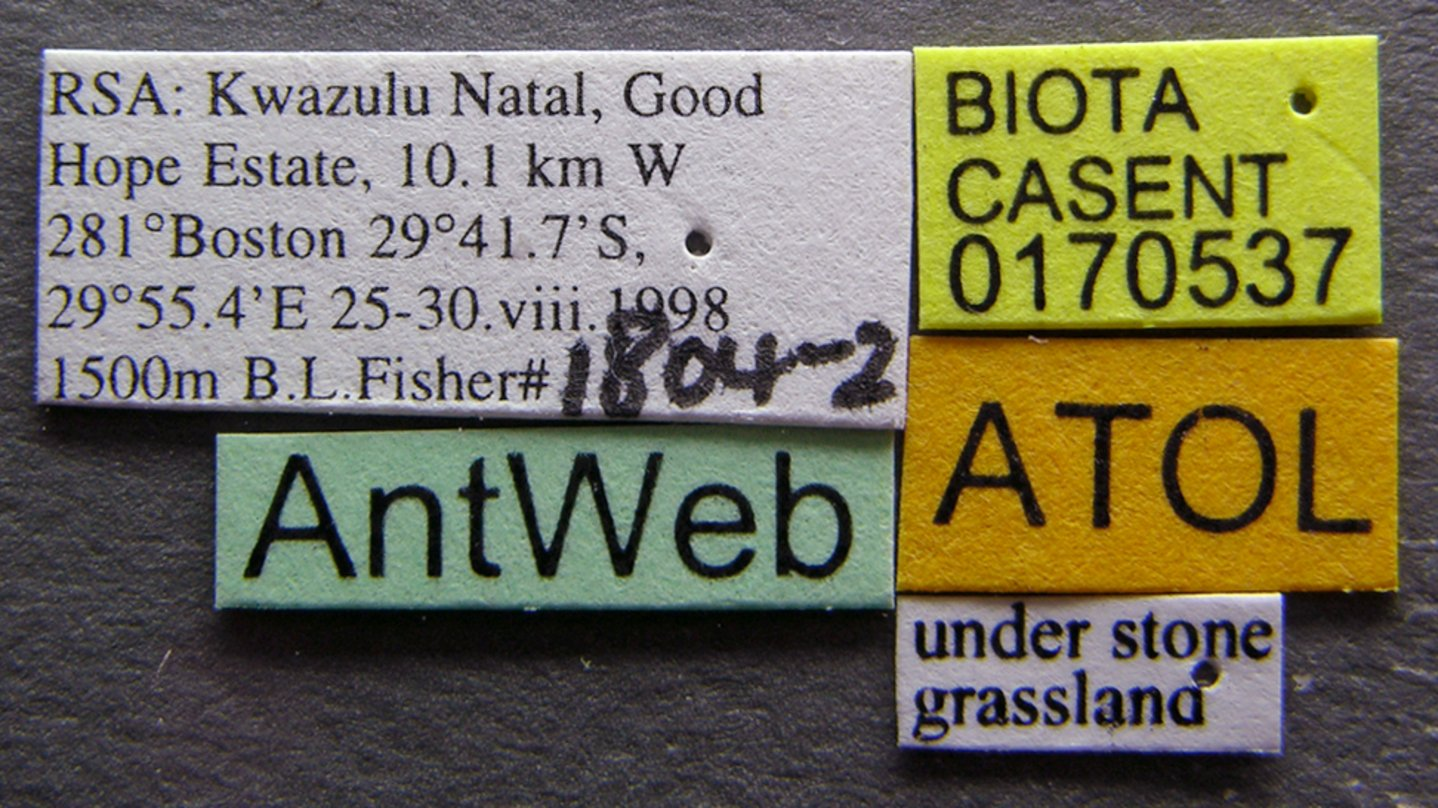
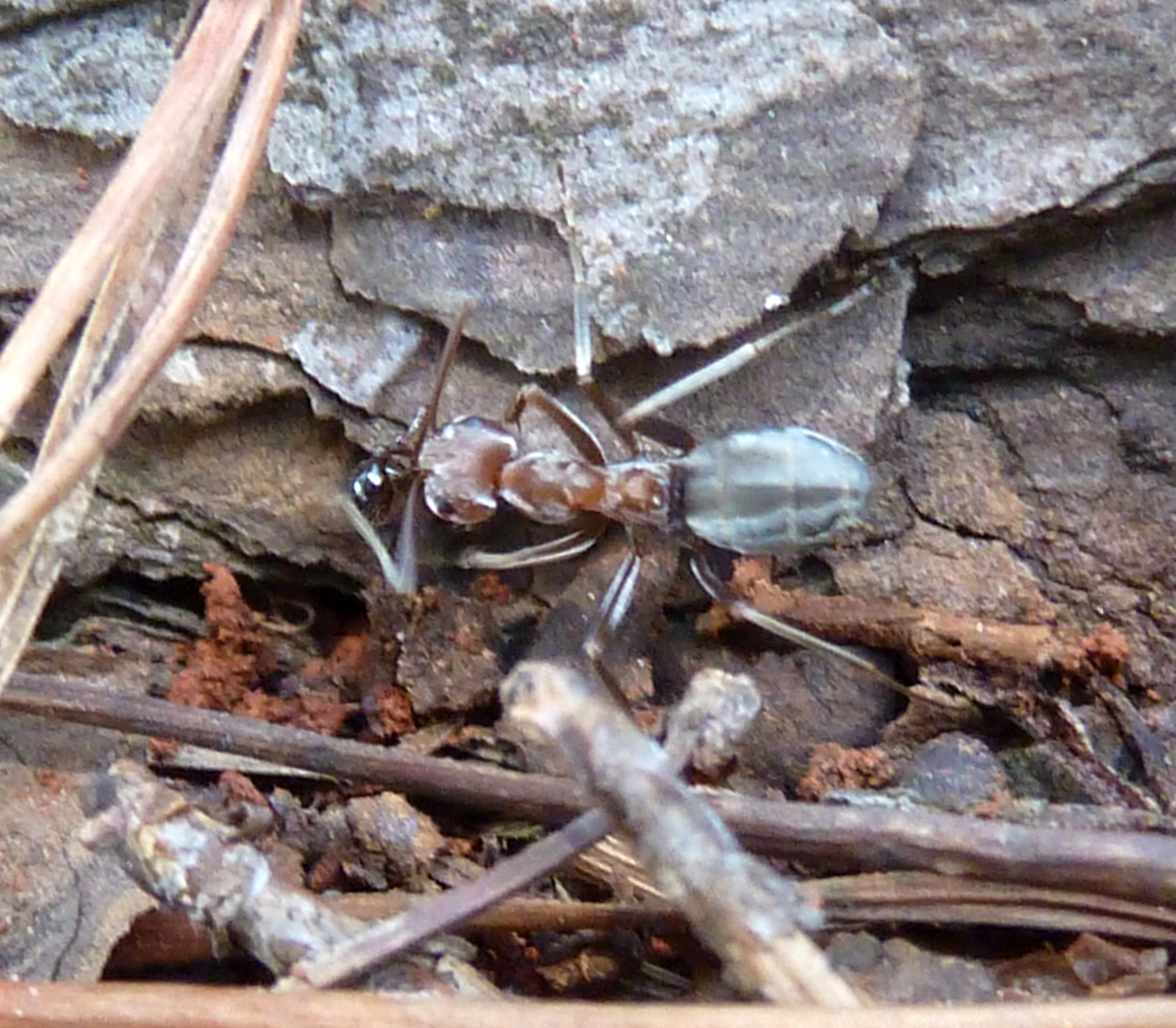
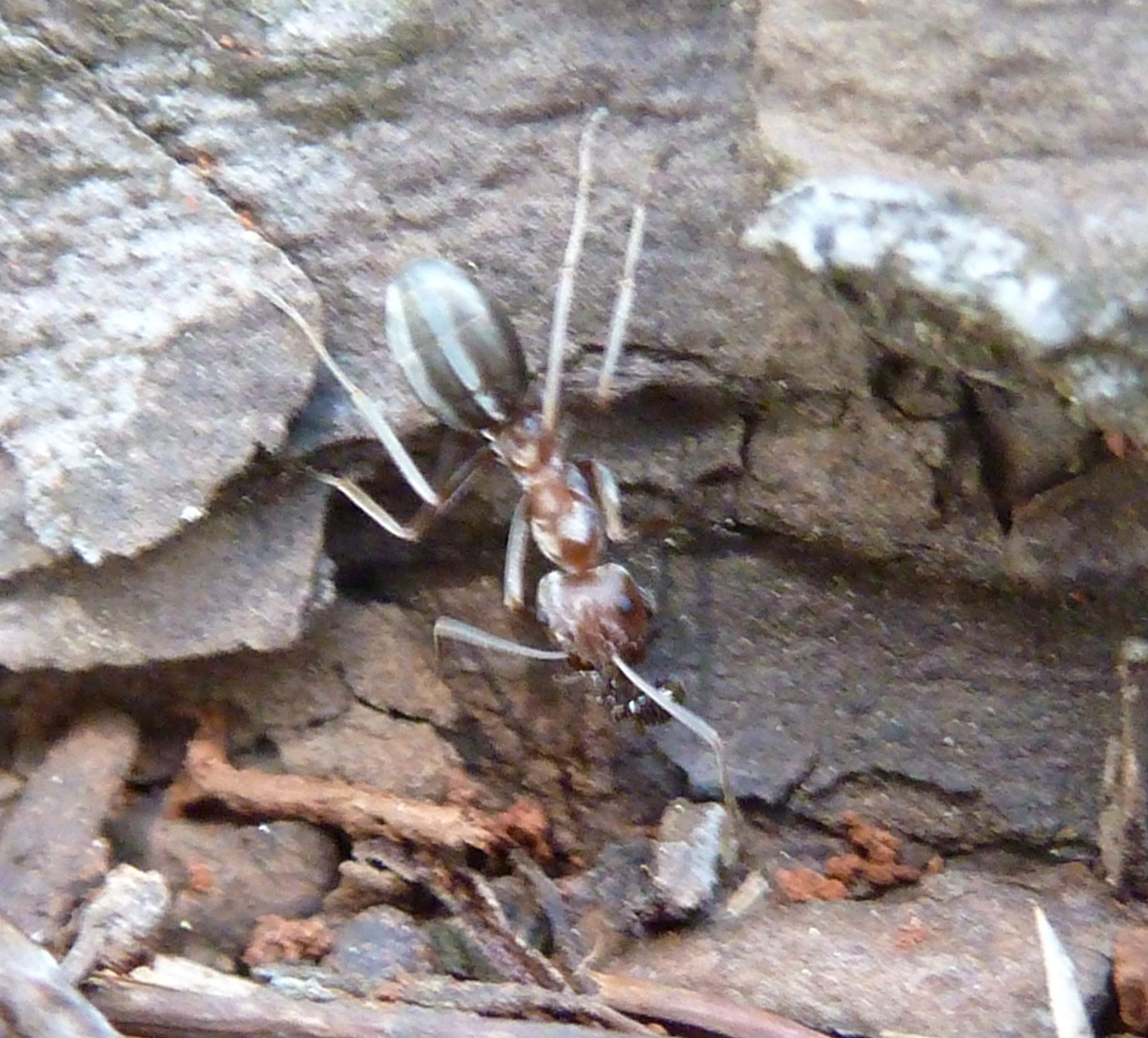
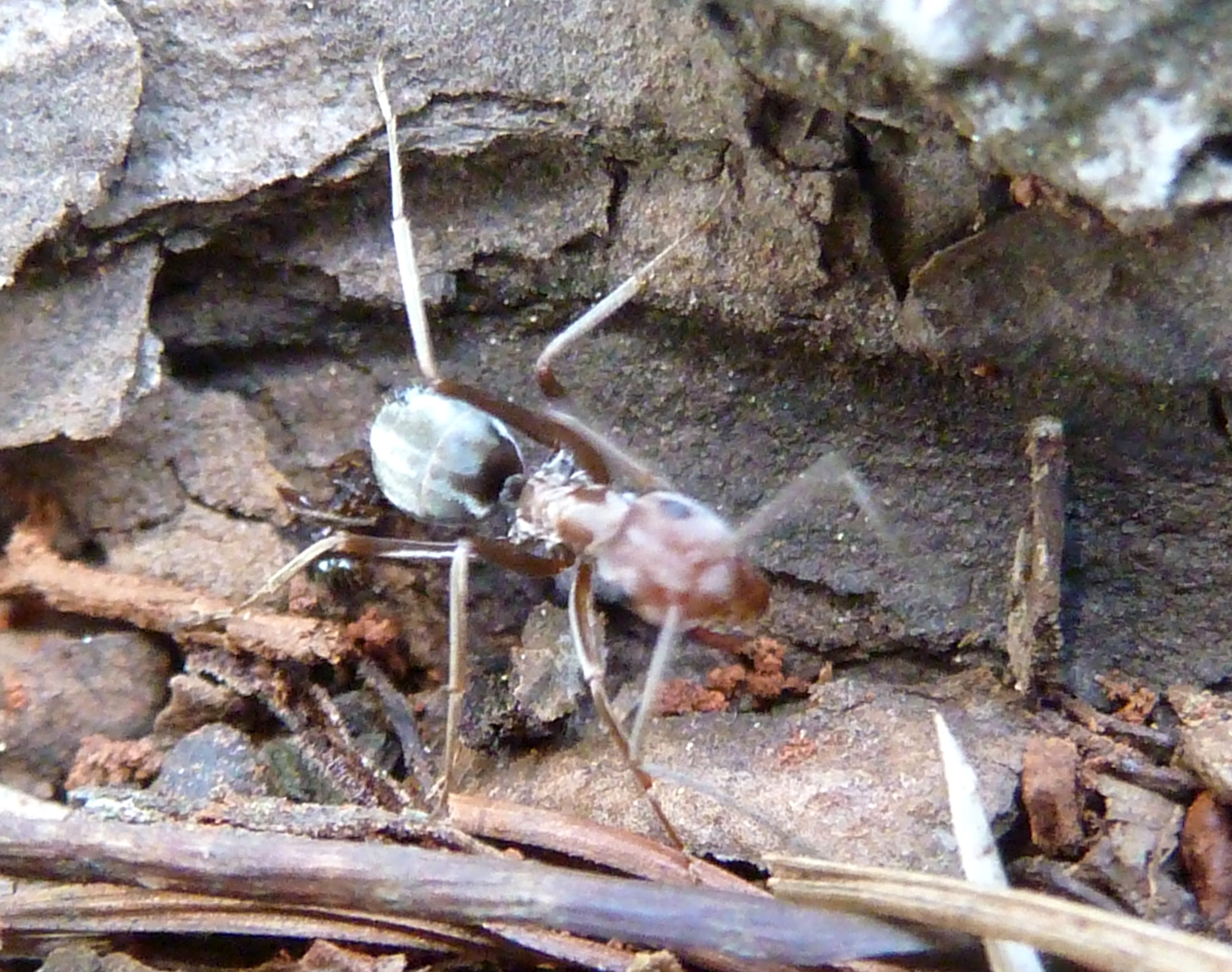